# Pokrowśke (rejon kropywnycki)
Pokrowśke (ukr. Покровське) – wieś na Ukrainie, w obwodzie kirowohradzkim, w rejonie kropywnyckim, w hromadzie Perwozwaniwka. W 2001 liczyła 1026 mieszkańców, spośród których 547 wskazało jako ojczysty język ukraiński, 450 rosyjski, 15 mołdawski, 1 węgierski, 1 bułgarski, 2 białoruski, 7 ormiański, a 3 inny.